# Argumentatio
Argumentatio är den fjärde delen av fem i talets disposition, dispositio inom retoriken. Här försöker talaren övertyga med argument. De andra fyra är exordium (inledning), narratio (berättelse), propositio (framställande) samt peroratio (avslutning).

## Historia
De homeriska berättelserna Iliaden och Odyssén har inspirerat senare tiders retoriker i deras försök att skapa en framgångsrik disposition i sina tal. Argumentatio utgjorde sig som den tredje delen av ett tals disposition och räknades som talets huvuddel, vari talaren utförde talets själva argumentation. Argumentatio kunde enligt den klassiska retoriken bestå av två beståndsdelar eller element. Det första elementet gick under begreppen probatio eller confirmatio. Dessa begrepp stod som ägare av de element som "bevisade" eller "bekräftade" talets själva tes. Argumentatio innehöll även element som gick under beteckningarna refutatio eller confutatio. Dessa ägde förmågan att kunna "vederlägga" eventuella kommande - eller redan existerande invändningar mot talets tes.
Antikens Aristoteles menade att argumentatio utgjorde sig som själva kärnan i talarkonsten, och Chaim Perelman, känd som den belgiske nyretorikern, underströk även vikten av att alltid ta hänsyn till publiken i sin argumentation för att därmed lättare skapa välvilja till sina argument. Eftersom välvilja oftast skapas utifrån att den som lyssnar känner att det som sägs är viktigt eller relevant för just henne eller honom, innebär det för talaren att alltid ta hänsyn till vilka argument som kan kännas "nyttiga" eller "moraliskt" rätt för den specifika åhörargruppen. Detta brukar kallas att talaren i sin argumentation antingen talar till plånbokens eller till hjärtats argument.

## Olika typer av argument
Det finns även olika typer av argument som talaren använder under argumentatio, beroende på talets specifika publik eller utifrån talets syfte. Persuasiv argumentation innebär att med hjälp av olika argument kunna uppnå ett bestämt mål. Konsten att kriga gav även bidraget till retoriken att inse vikten av att välja den punkt på slagfältet där man ägde mest fördelar att vinna kampen i sin argumentation. Därmed utvecklade retoriken en analytisk metod vari man analyserade vilka argument som var bäst lämpade för den specifika situationen. Inom domstolsväsendets försvarstal tog man därmed hänsyn till vilken status den anklagade hade, innan man la fram sin argumentation. Denna strategi kom att kallas statusläran och används än i dag i talets argumentatio när det gäller att försvara en specifik ståndpunkt.
Samtidigt ger de olika argument, vilka framläggs i talets argumentatio, även olika retoriska krafter hur bra talet övertygar. Det finns tre olika argument talaren kan lägga fram i talets argumentatio, utifrån hänsyn till talets syfte och publik. Dessa tre presenteras nedan.
- Logosargument, att använda sig av förnuftsargument
- Ethosargument, att hänvisa till sin egen eller någon annans auktoritet
- Patosargument, innebär att vädja till lyssnarnas känslor.

Man bör även undvika att använda sig av alltför många argument eftersom det kan skapa förvirring bland åhörarna. Ofta använder framgångsrika talare inte mer än ett argument för sin tes.